# Charles-Joseph de Lorraine
Charles, Joseph, Jean, Antoine, Ignace, Félix de Lorraine, né à Vienne le 24 novembre 1680 et décédé également à Vienne le 4 décembre 1715, est un prélat germanique aux XVIIe siècle-XVIIIe siècle.

## Biographie
Charles-Joseph est le second enfant et fils cadet de Charles V, duc titulaire de Lorraine et de de Bar et d'Éléonore d'Autriche, reine douairière de Pologne. Il naît à Vienne où sa famille s'est réfugié car les duchés de Lorraine et de Bar étaient alors occupés par la soldatesque du roi de France, Louis XIV. L'empereur Léopold Ier, qui avait déjà accordé à Charles la main de sa sœur Éléonore, l'avait également nommé gouverneur du Tyrol, et la famille en exil résidait ordinairement à Innsbruck.
Lorsque Charles V, après être devenu un héros en 1683 en arrêtant les Turcs devant Vienne, meurt en 1690, il laisse ses quatre enfants survivants à la garde de son épouse et sous la protection de l'empereur leur oncle qui fait élever les petits princes Lorrains avec ses propres enfants.
Cadet d'une famille souveraine en exil, mais aussi neveu de l'empereur, le prince Charles-Joseph est destiné à l'Eglise et dès 1687 entame sa formation à l'école cathédrale de Cologne. En 1687, il devient primat de Lorraine, poste qu'il occupera jusqu'à sa mort. Il est également fait dès 1693, grand Prieur de l'Ordre de Malte puis en 1695 évêque d'Olmütz, le siège épiscopal le plus important de Bohême. Il est alors âgé de quinze ans. Il est également nommé chanoine de plusieurs chapitres et abbé commandantaire de plusieurs abbayes.
Par le traité de Ryswick en 1697, la France rend les duchés à leur souverain légitime, Léopold Ier de Lorraine, le frère aîné de Charles-Joseph, cependant que leur mère, la courageuse duchesse douairière Eléonore, se meurt.
Peu de temps après, l'empereur fait attribuer à Charles-Joseph, âgé de 18 ans, l'évêché d'Osnabrück (1698-1715). Une dispense papale lui est nécessaire pour cumuler ses sièges épiscopaux malgré les décrets du Concile de Trente. Il renoncera à l'évêché d'Olmütz en 1711 pour devenir archevêque de Trêves.
Charles-Joseph de Lorraine est l'archétype de l'ecclésiastique-grand seigneur de l'époque baroque, cumulant les bénéfices alors que les décrets du Concile de Trente l'interdisent formellement. Evêque d'Olmütz et d'Osnabrück, Grand Prieur de Castille, Primat de Lorraine, le fastueux Charles-Joseph met tout en œuvre - ne négligeant ni les tractations ni les pots-de-vin - pour se faire nommer en 1711 au prestigieux archevêché de Trèves ; Non seulement, il se trouve à la tête d'une importante principauté ecclésiastique constituant un véritable État mais de ce fait, devient un des premiers personnages de l'empire en faisant son entrée dans le collège électoral habilité à élire l'empereur et qui ne comporte que huit Princes-Électeurs.
À ce titre, il joue un rôle particulier lors de l'élection de l'empereur Charles VI du Saint-Empire, son cousin germain avec lequel il a été élevé, mais également lors des tractations mettant fin à la guerre de Succession d'Espagne, où il obtient le départ des troupes françaises qui occupaient son archevêché.
Nommé évêque dès l'âge de quinze ans, archevêque et électeur à l'empire à 26 ans, Charles-Joseph de Lorraine ne mène pas exactement la vie d'un homme d'Église telle que la conçoit la réforme tridentine illustrée par exemple par Pierre Fourier, Vincent de Paul, Charles Borromée, François de Sales ou Alphonse de Liguori.
Il se partage entre ses différents résidences épiscopales de Trêves et Osnabrück mais rend également de fréquentes visites à l'empereur à Vienne ou à son frère à la cour de son frère à Lunéville où il aura notamment une liaison retentissante avec la princesse de Lunati-Visconti. Pour faire taire le scandale, Léopold se verra obligé de lui demander de regagner son archevêché.
Le prince-archevêque meurt prématurément de la petite vérole à Vienne  en 1715, à l'âge de 35 ans.

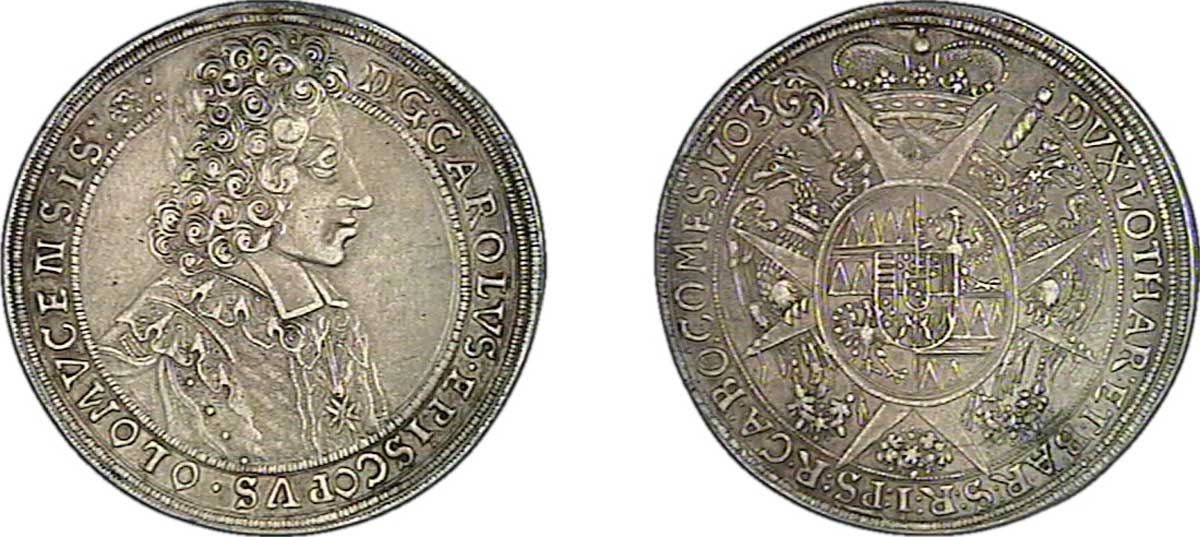
Thaler de l' Éveché d'Olmutz à l'effigie de Charles III Joseph de Lorraine, 1703